# Butla tlenowa (wspinaczka)
Butla tlenowa – element ekwipunku używanego w himalaizmie w celu zwiększenia zawartości tlenu we wdychanym powietrzu.
Ciśnienie atmosferyczne maleje wraz ze wzrostem wysokości – w szczytowych partiach Himalajów powietrze jest przez to na tyle rozrzedzone, że oddychający nim człowiek ma duże trudności z wykonywaniem jakiejkolwiek aktywności fizycznej.
Butle tlenowe używane przez himalaistów wyróżniają się wśród innych, typowych butli tlenowych tym, że są możliwie jak najlżejsze (dawniej wykonywano je ze stali lub duraluminium, obecnie często również z tytanu), zaś ich zawory redukcyjne muszą prawidłowo działać przy bardzo niskich temperaturach i być odporne na skutki oblodzenia.
Niektórzy himalaiści zdobywają szczyty bez użycia tlenu, jednak jego posiadanie może być nieodzowne w sytuacjach awaryjnych (np. przy próbie reanimacji chorego). Alternatywą dla tlenu sprężonego w butlach, szczególnie przydatną jako składnik "pakietu rezerwowego", jest tlen wytwarzany chemicznie – na przykład z oksylitu. Pakiety tlenowe nie nadają się jednak do celów planowego, regularnego wspomagania, bowiem potrzebne do tego ilości tlenu są na tyle duże, że bardziej opłacalne jest zabranie butli.